# Tarzan und das Sklavenmädchen
Tarzan und das Sklavenmädchen (Originaltitel: Tarzan and the Slave Girl) ist ein US-amerikanischer Abenteuerfilm von Lee Sholem aus dem Jahr 1950. Grundlage für das Drehbuch waren die Tarzan-Romane von Edgar Rice Burroughs. Uraufgeführt wurde der Film am 23. Juni 1950 in New York. In Deutschland wurde der Film erstmals am 14. November 1952 in den Kinos gezeigt. Im deutschen Fernsehen erschien der Film auch unter dem Titel Tarzan greift ein.

## Handlung
Tarzan und Jane treffen im Dschungel auf eine Gruppe Beerensammlerinnen vom Stamme der Nagasi. Als eine der Frauen, Moana, verschwindet, suchen die beiden nach ihr. Bei der Suche verschwindet aber auch Jane. Tarzan und der Häuptlingssohn hören Janes Schreie und eilen herbei. Jane wird von Kriegern des Löwenstammes verschleppt, Tarzan und sein Begleiter verfolgen sie und befreien Jane. Als Tarzan einen der Krieger gefangen nimmt, wird er von dessen Gefährten niedergeschlagen, die aber mit einem Boot fliehen und ihren Gefährten nicht mitnehmen.
Im Dorf der Nagasi erleidet der Löwenmann einen Zusammenbruch. Tarzan macht sich auf den Weg in das Dorf Randini, um einen Arzt zu holen. Tarzan beschreibt dem Arzt Dr. Campbell die Symptome, der ein tödliches und hochansteckendes Fieber diagnostiziert. Der Arzt präpariert ein Heilserum und lässt sich, begleitet von der Schwester Lola, von Tarzan und der Schimpansin Cheetah zum Nagasi-Dorf führen. Dort verteilt er das lebensrettende Serum und bereitet sich vor, Tarzan zu den Löwenkriegern zu begleiten, um diese ebenso zu impfen. Lola soll bei Jane zurückbleiben. Doch die Schwester hat sich in Tarzan verliebt und kann nicht akzeptieren, dass Jane Tarzans Gefährtin ist. Die beiden Frauen beginnen zu kämpfen. Lola verliert den Kampf und flieht in den Dschungel. Dort wird auch sie von den Löwenkriegern gefangen. Jane hört Lolas Hilferufe, folgt Lola und wird ebenso gefangen. Sengo, der Anführer der Kidnapper, ist von Janes Gefangennahme begeistert, denn sie hat ihm bei ihrer Flucht tiefe Kratzwunden beigebracht.
Tarzan und seine Begleiter treffen auf Wadis, Angehörige eines feindlichen Eingeborenenstammes, die mit Blasrohren kämpfen. Bei dem Kampf werden einige Begleiter getötet. Die Überlebenden können nach Überquerung einer Schlucht entkommen. Zur gleichen Zeit treffen Jane, Lola, Moana und sieben weitere gefangene Frauen im Lager der Löwenkrieger ein. Sengo führt die Frauen dem Häuptlingssohn vor, dessen Vater an dem tödlichen Fieber gestorben ist. Auch sein Sohn ist am Fieber erkrankt. Der Hohepriester warnt den Häuptlingssohn, dass er sich auf die Bekämpfung des Fiebers konzentrieren solle. Der machthungrige Sengo drängt den Häuptlingssohn, den Hohepriester zum Tode zu verurteilen. Lola, vom Häuptlingssohn begehrt, wird von Sengo geschlagen. Dabei kommt Lola an Sengos Messer und tötet ihn in Notwehr. Lola und Jane versuchen zu entfliehen und verstecken sich in einer Gruft. Dort ist der tote Häuptling begraben, die beiden Frauen verstecken sich im leeren Grab der Häuptlingsfrau. Sengo findet heraus, wo die beiden Frauen sind, und lässt die Gruft verschließen.
Tarzan und seine Gruppe werden von bewaffneten Kriegern ins Dorf geführt. Dabei kommen sie an der Gruft vorbei und werden von Jane durch eine Lücke im Dach erspäht. Sie ruft Tarzans Namen. Dr. Campbell, der nicht bemerkt hat, dass sein Serum im Dschungel verloren gegangen ist, verspricht dem Häuptlingssohn die Heilung seines Sohnes. Während der Arzt zum Sohn geführt wird, schleicht sich Tarzan in die Gruft und versteckt sich im Sarg des Häuptlings. Dr. Campbell bemerkt, dass sein Serum fehlt und wird vom Häuptlingssohn zum Tode verurteilt. Für die Exekution soll der Sarg seines Vaters ins Freie geholt werden.
Neil, ein Begleiter der Gruppe, der am Bein verletzt ist, kommt als Nachzügler im Dorf an, begleitet von Cheetah, die das Fläschchen mit dem Serum gefunden hat. Campbell impft den Sohn, während Tarzan Jane und Lola befreit, indem er mit Hilfe von Elefanten die wieder versiegelte Gruft aufbricht. Sengo klagt Tarzan der Entweihung an, woraufhin ein Handgemenge entsteht, denn gleichzeitig soll der Hohepriester getötet werden, indem er in eine Löwenhöhle geworfen wird. Als der Kampf beendet ist, sind alle Frauen befreit. Sengo wird von Tarzan in die Löwenhöhle geworfen. Tarzan und die anderen werden vom Häuptlingssohn als Freunde bezeichnet und zu Neils Überraschung gesteht Dr. Campbell Lola seine Liebe.

## Hintergrund
Das zweite Tarzan-Abenteuer mit Lex Barker in der Titelrolle, wiederum unter der Regie von Lee Sholem, bringt mit Vanessa Brown eine neue Darstellerin der Jane. In Barkers fünf Auftritten als Tarzan hatte er fünf verschiedene Filmpartnerinnen als Jane an seiner Seite. Vanessa Brown wurde in Wien geboren und musste aufgrund ihrer jüdischen Abstammung in die USA fliehen. Co-Autor Hans Jacoby stammte aus Breslau.
Anthony Caruso war schon in dem Weissmüller-Film Tarzan und das Leopardenweib Gegenspieler des Dschungelhelden. Die geborene Französin Denise Darcel ist hier in ihrer vierten Filmrolle zu sehen.
Filmeditor Christian Nyby wurde ein Jahr später mit seinem Regie-Debüt, dem Horrorfilm Das Ding aus einer anderen Welt, berühmt, an dem auch Kameramann Russell Harlan mitarbeitete. Für das Production-Design zeichnete der spätere zweifache Oscar-Gewinner Harry Horner verantwortlich, der ebenso wie Vanessa Brown aus Österreich stammte und vor den Nazis in die USA geflohen war.

## Kritiken
„Seriengefertigter Abenteuerfilm ohne großen Anspruch, amüsant durch die sorglose Verquickung unterschiedlicher ‚Traditionen‘ von Ramses bis Robin Hood“, heißt es im Lexikon des internationalen Films.

## Deutsche Fassung
Die deutsche Synchronfassung entstand 1952 bei der RKO Synchron Abteilung Berlin.
| Rolle          | Darsteller     | Synchronsprecher |
| -------------- | -------------- | ---------------- |
| Tarzan         | Lex Barker     | Horst Niendorf   |
| Neil           | Robert Alda    | Heinz Petruo     |
| Häuptlingssohn | Hurd Hatfield  | Friedrich Joloff |
| Dr. Campbell   | Arthur Shields | Alfred Balthoff  |
| Sengo          | Anthony Caruso | Ernst Konstantin |
| Lola           | Denise Darcel  | Gisela Trowe     |
| Hohepriester   | Robert Warwick | Paul Wagner      |